# San Nicolás Peralta
San Nicolás Peralta är ett samhälle i kommunen Lerma i delstaten Mexiko i Mexiko. Orten hade 5 265 invånare vid folkräkningen år 2020.